# Emil Carlebach
Emil Carlebach (* 10. Juli 1914 in Frankfurt am Main; † 9. April 2001 ebenda) war ein deutscher kommunistischer Politiker (KPD/DKP), Widerstandskämpfer gegen den Nationalsozialismus, hessischer Landtagsabgeordneter, Schriftsteller und Journalist.

## Leben
Emil Carlebach entstammte der über mehrere Generationen in Deutschland wirkenden Rabbinerfamilie Carlebach, die der Bruder seines Großvaters Nathan Carlebach (1844–1912), Salomon Carlebach, in Lübeck begründet hatte. Sein Vater Moritz Carlebach (1879–1939), ein Kaufmann, war wie die übrigen Angehörigen der Carlebachs in Frankfurt nicht religiös.

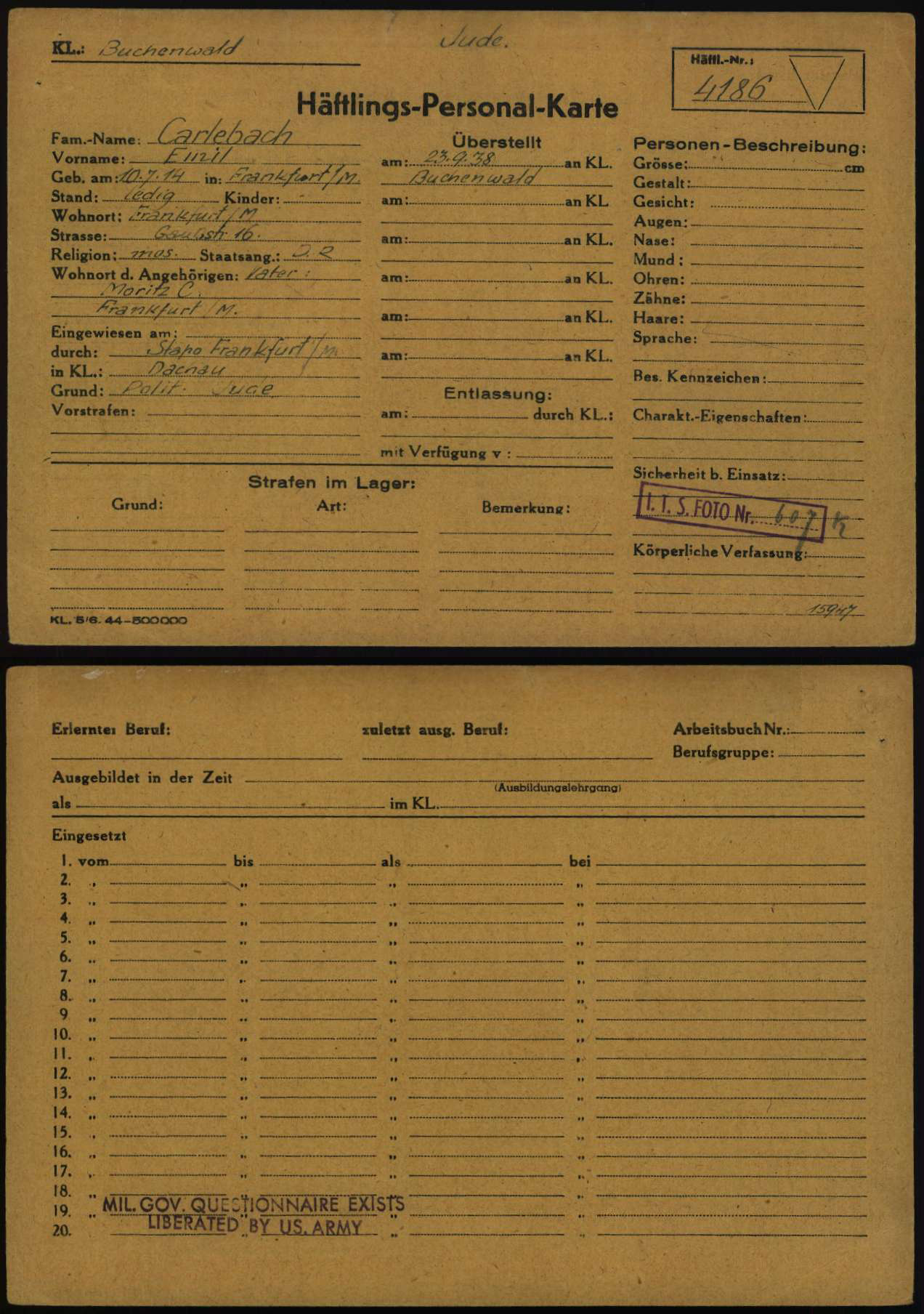
Registrierungskarte von Emil Carlebach als Gefangener im KZ Buchenwald

Emil Carlebach brach schon als Jugendlicher mit der bürgerlich-konservativen Einstellung seiner Eltern. 1931 trat er dem Kommunistischen Jugendverband Deutschlands (KJVD) bei. Anfang 1934 wurde Emil Carlebach wegen der Verbreitung antifaschistischer Gewerkschaftszeitungen zu drei Jahren Gefängnis verurteilt. Nach der regulären Haft, unter anderem auch im Zuchthaus Hameln, wurde er 1937 in das KZ Dachau verbracht und war ab 1938 im KZ Buchenwald inhaftiert. Dort war er in der illegalen Widerstandsorganisation und als Blockältester im jüdischen Häftlingsblock tätig. Nach eigener Darstellung gab er „mit das Signal zur Meuterei am 4./5. April 1945“. Nach der Befreiung des Lagers wählten die hessischen Buchenwalder ihn zu ihrem Sprecher, später war er Vizepräsident des Internationalen Buchenwald-Komitees.
Nach 1945 war er erst Frankfurter Stadtverordneter, dann hessischer Landtagsabgeordneter und arbeitete an der hessischen Verfassung mit.
Er war Mitbegründer und Lizenzträger der Frankfurter Rundschau, wurde jedoch 1947 auf Betreiben der US-Militärbehörde (Befehl von General Clay) entfernt. Auch war er Mitbegründer der Vereinigung der Verfolgten des Naziregimes (VVN).
Von 1949 bis 1952 kam es zu einer gerichtlichen Auseinandersetzung Carlebachs mit Margarete Buber-Neumann. Sie hatte ihn wegen Beleidigung und übler Nachrede verklagt, weil er sie als Trotzkistin und amerikanische Agentin bezeichnet hatte. Sie sei 1940 nicht zwangsweise aus einem sowjetischen Lager ins Deutsche Reich abgeschoben worden, sondern habe sich freiwillig überstellen lassen. Im Gespräch mit Buber-Neumanns Tochter Janine Platten räumte Carlebach 1995 ein, „dass die Auslieferung tatsächlich stattgefunden und er sich geirrt habe.“
Im Zusammenhang mit diesem Rechtsstreit wurde auch Kritik an Carlebachs Verhalten gegenüber nicht „linientreuen“ kommunistischen Buchenwald-Häftlingen geübt; dabei wurde ihm von dem Lagergenossen Benedikt Kautsky unmittelbare Mitverantwortung für den Tod mindestens zweier polnischer Häftlinge angelastet. Gegen diesen Vorwurf wehrte sich Carlebach auch später noch: als der Zeithistoriker Hans Schafranek die eidesstattliche Erklärung Kautskys 1990 abdruckte, wurde er von Carlebach auf Unterlassung und Schmerzensgeld verklagt.
Da Carlebach nach dem Verbot der KPD 1956 wegen seiner fortgesetzten, nun illegalen Tätigkeit für die Partei Strafverfolgung drohte, flüchtete er in die DDR. Dort konnte er seine politische Tätigkeit als Mitarbeiter des „Deutschen Freiheitssenders 904“ fortsetzen. Nach seiner Rückkehr in die Bundesrepublik 1969 war er bis zu seinem Tod in verschiedenen Funktionen für die VVN-BdA, die DKP und die Deutsche Journalisten-Union (dju) tätig. Er kandidierte bei den Hessischen Landtagswahlen 1978 im Wahlkreis 38 (Frankfurt) und erhielt 318 Erststimmen, nachdem er vier Jahre zuvor bei der gleichen Landtagswahl in Hessen 1974 im selben Wahlkreis noch 557 Wählerstimmen erreicht hatte. Bei den Landtagswahlen 1983 und 1987 kandidierte er für die DKP im Wahlkreis Frankfurt am Main II und gewann dort 0,6 % bzw. 0,4 % der Stimmen.

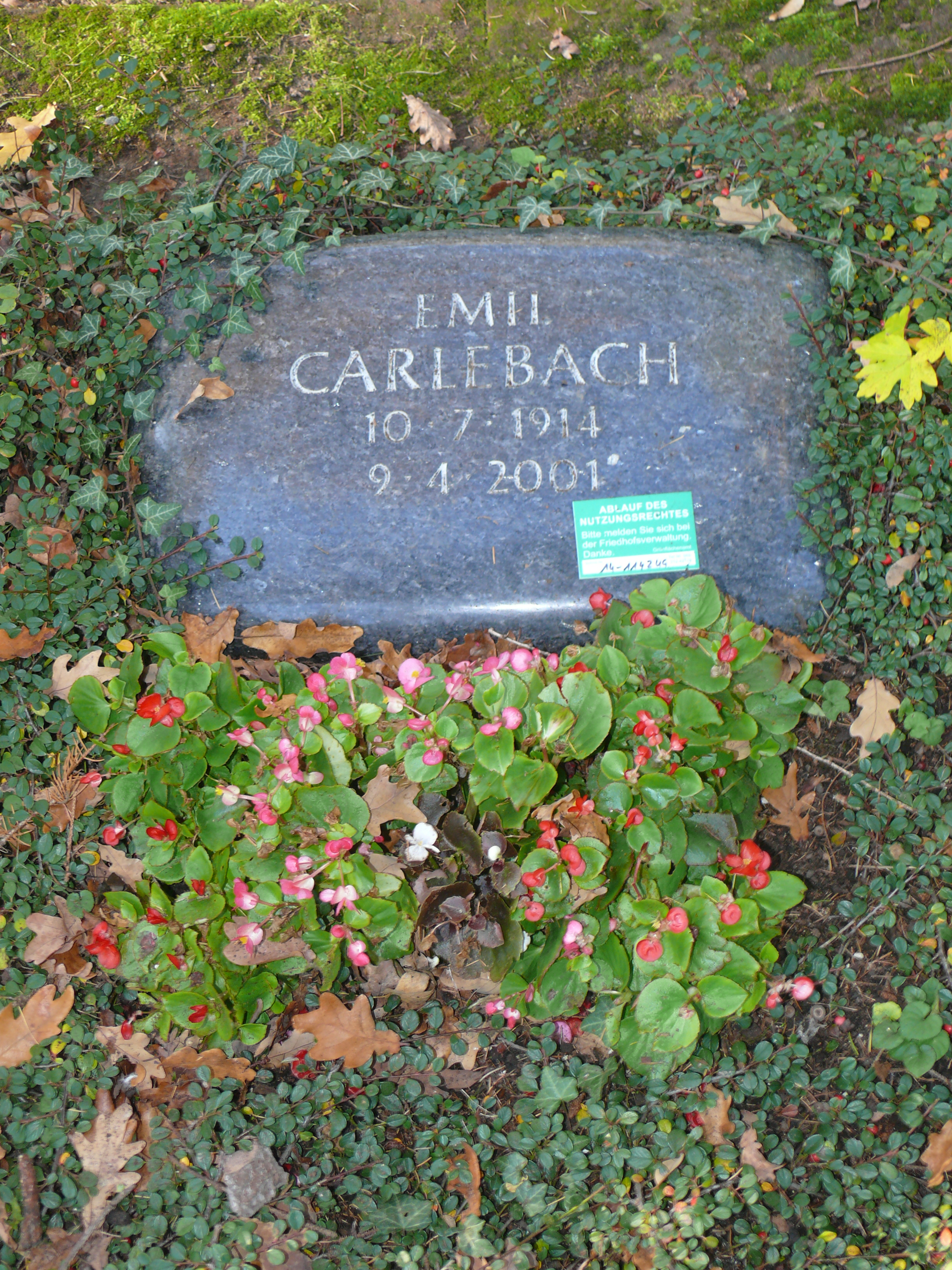
Grab in Frankfurt

Emil Carlebach war zwei Mal verheiratet, die erste Ehe endete durch den krankheitsbedingten Tod seiner Frau; er hinterließ eine Tochter (verstorben 2012), eine Enkelin und einen Stiefsohn. Er wurde auf dem Frankfurter Hauptfriedhof beerdigt.
Wegen seines Widerstandes gegen den Nationalsozialismus wurde Emil Carlebach 1991 mit der Johanna-Kirchner-Medaille der Stadt Frankfurt am Main ausgezeichnet.
Eine Schwester Emils, Liesel, berichtete 2017 als Zeitzeuge in Frankfurt am Main vor Schülern, wie sie 1939 als 15-Jährige mit einem Kindertransport nach England gelangte und von dort aus für einige Jahre nach Kanada und dann nach Kalifornien ging, wo sie Lee Edwards heißt.

## Publikationen
- Von Brüning zu Hitler. Das Geheimnis faschistischer Machtergreifung. Röderberg, Frankfurt am Main 1971 (DNB 740527762).
- Reise in den Bolschewismus. Reportagen aus der UdSSR 1955–1980. Frankfurt am Main 1981.
- Die Meldung als Waffe. Frankfurt am Main 1982.
- Buchenwald. Ein Konzentrationslager. Bericht der ehemaligen KZ-Häftlinge Emil Carlebach, Paul Grünewald, Hellmuth Röder, Willy Schmidt, Walter Vielhauer. Herausgegeben im Auftrag der Lagergemeinschaft Buchenwald-Dora der Bundesrepublik Deutschland, Frankfurt am Main 1984, ISBN 3-87682-786-8; NA: Pahl-Rugenstein, Bonn 2000, ISBN 3-89144-271-8 (Digitalisat im Internet Archive).
- Zensur ohne Schere: Die Gründerjahre der Frankfurter Rundschau 1945/47. Ein unbekanntes Kapitel Nachkriegsgeschichte. Röderberg, Frankfurt am Main 1985, ISBN 3-87682-807-4.
- Kauf Dir einen Minister! Flick in Weimar, im Dritten Reich und in Bonn. Hintergründe zum Flick-Skandal. Verlag Marxistische Blätter, Frankfurt am Main 1985, ISBN 3-88012-711-5.
- Am Anfang stand ein Doppelmord. Kommunist in Deutschland. Röderberg, Köln 1988, ISBN 3-87682-853-8 (Autobiografie).
- Hitler war kein Betriebsunfall. Hinter den Kulissen der Weimarer Republik: die vorprogrammierte Diktatur. Röderberg, Frankfurt am Main 1978, ISBN 3-87682-598-9; 7. Auflage, Pahl-Rugenstein, Bonn 1996, ISBN 3-89144-183-5.
- Tote auf Urlaub: Kommunist in Deutschland. Dachau und Buchenwald 1937–1945. Bonn 1995.

## Filme
- Emil Carlebach – Kommunist. Dokumentarfilm 1998. KAOS
- Sechsteiliges Interview mit Emil Carlebach zu den Jahren 1932/1933 im Zeitzeugenportal (Stiftung Haus der Geschichte der Bundesrepublik Deutschland)

## Notizen
1. ↑  Margarete Buber-Neumann: Plädoyer für Freiheit und Menschlichkeit. Vorträge aus 35 Jahren. Hrsg. Janine Platten und Judith Buber-Agassi. Berlin 2000, S. 63.
2. ↑  Quelle und weitere Quelle, Frankfurter Neue Presse, 23. März 2017, nach dpa

| Personendaten    | Personendaten                                                                     |
| ---------------- | --------------------------------------------------------------------------------- |
| NAME             | Carlebach, Emil                                                                   |
| KURZBESCHREIBUNG | deutscher Widerstandskämpfer, Politiker (KPD), MdL, Schriftsteller und Journalist |
| GEBURTSDATUM     | 10. Juli 1914                                                                     |
| GEBURTSORT       | Frankfurt am Main                                                                 |
| STERBEDATUM      | 9. April 2001                                                                     |
| STERBEORT        | Frankfurt am Main                                                                 |